# Consulat général des États-Unis à Marseille
 (janvier 2013).
Le consulat général des États-Unis à Marseille est un des sept consulats des États-Unis en France (en comptant l'ambassade) s'occupant du sud de la France et de Monaco. Il se situe au 12 boulevard Paul-Peytral dans le 6e arrondissement de Marseille face à la Préfecture.
Le consulat général est dirigé par un consul général chargé de toutes les affaires concernant Marseille et l'agence consulaire de Nice.
Le district consulaire du consulat général de Marseille comprend trois régions françaises (Languedoc-Roussillon, Provence-Alpes-Côte d'Azur et Corse), soit treize départements pour un total de plus de sept millions d'habitants, soit environ 14 % de la population nationale.

## Histoire
Hiram Bingham IV est vice-consul des États-Unis à Marseille de 1939 à 1941.